# Polo-Cockta
Polo-Cockta (soms geschreven als Polo Cockta of Polo-Cocta) is een voormalige Poolse frisdrank met colasmaak. Het merk werd geïntroduceerd in de jaren zeventig. Het merk was enkel verkrijgbaar in Polen.
Polo-Cockta begon toen Coca-Cola en Pepsi niet langer in Poolse winkels verkrijgbaar was ten gevolge van de beperkingen op import vanuit de Verenigde Staten naar Oost-Europese landen. Polo-Cockta hield op te bestaan toen dergelijke beperkingen aan het eind van de jaren tachtig niet langer van kracht waren, maar werd enkele jaren later door een ander bedrijf nieuw leven ingeblazen toen allerlei zaken uit de voormalige communistische tijd weer populair werden. De naam werd in 2007 gewijzigd in Polo Cola. De smaak van Polo-Cockta werd vaak beschreven als een mix van Coca-Cola en Pepsi.